# رسوم متحركة تعليمية
الرسوم المتحركة التعليمية عبارة عن رسوم متحركة يتم استخدامها إما من أجل توفير التعليمات للأداء الفوري لمهمة ما أو لدعم التعليم الأكثر دوامًا لموضوع محدد. وفي حين أن كلا هذين الاستخدامين يمكن وصفهما على أنهما رسوم متحركة تعليمية، فعندما يكون الهدف هو دعم التعليم، فإنه يفضل استخدام المصطلح الرسوم المتحركة التعليمية.
وتشمل